# تندیس خدای زرین‌دست
تندیس زرین دست یک اثر باستانی مربوط به دورهٔ ایلام باستان است. این اثر به همراه چند اشیای با ارزش دیگر در تپه شوش و در نزدیکی معبد اینشوشی‌ناک کشف شد. مورخان احتمال می‌دهند که این مجسمه متعلق به اینشوشی‌ناک خدای ایلام است. اما برخی دیگر با توجه به آراستگی این مجسمه آن را به یک پادشاه ایلامی منتسب می‌کنند.